# Postoliwka
Postoliwka (ukr. Постолівка) – wieś na Ukrainie, w obwodzie chmielnickim, w rejonie chmielnickim, w hromadzie Wołoczyska, nad Zbruczem. W 2001 roku liczyła 260 mieszkańców.